# 頭紋細棘鰕虎魚
頭紋細棘鰕虎魚，为輻鰭魚綱鰕虎鱼目鰕虎鱼亚目鰕虎魚科的其中一種，分布於西太平洋區，包括日本琉球群島、台灣及菲律賓等海域，棲息在河口及沿岸的沙泥底質淺水處。

## 扩展阅读
維基物種上的相關：頭紋細棘鰕虎魚